# 아세트산 뷰틸
아세트산 뷰틸(butyl acetate) 또는 n-부틸 아세테이트(n-Butyl acetate)는 화학식 CH
3CO
2(CH
2)
3CH
3을 갖는 유기 화합물이다. 무색의 가연성 액체로 n-뷰탄올과 아세트산에서 추출된 에스테르이다. 다양한 종류의 과일에서 발견되며 독특한 풍미를 부여하고 바나나나 사과의 달콤한 냄새가 난다. 산업용 용매로 사용된다.
부틸 아세테이트의 다른 세 가지 이성질체(입체 이성질체를 포함하여 네 가지)는 이소부틸 아세테이트, 테르트-부틸 아세테이트 및 세크-부틸 아세테이트(두 개의 거울상 이성질체)이다.

## 생산 및 사용
아세트산 뷰틸은 일반적으로 황산이 존재하는 상태에서 뷰탄올(또는 아세트산 뷰틸의 이성체를 만들기 위한 이성체)과 아세트산의 피셔 에스테르화에 의해 제조된다.
아세트산 뷰틸은 주로 코팅제와 잉크의 용제로 사용된다. 손톱광택제의 구성성분이다.